# Cleptometopus angustifrons
Cleptometopus angustifrons là một loài bọ cánh cứng trong họ Cerambycidae.